# Alloplectus
Alloplectus é um género botânico pertencente à família Gesneriaceae.

## Sinonímia
Crantzia, Glossoloma, Heintzia, Lophalix, Lophia, Prionoplectus

## Espécies
O gênero apresenta 127 espécies:
| - A. affinis - A. altescandens - A. ambiguus - A. ambonensis - A. angustifolius - A. aquatilis - A. aureonitens - A. baguensis - A. bicolor - A. bolivianus - A. bracteatus - A. calcaratus - A. calochlamys - A. calotrichus - A. capitatus - A. chrysanthus - A. circinnatus - A. coccineus - A. concolor - A. congestiflorus - A. congestus - A. coriaceus - A. corymbosus - A. crenatilobus - A. cristatus - A. cubensis - A. cucullatus - A. darienensis - A. dariensis - A. deltoideus - A. dichrous - A. dielsii | - A. dimidiatus - A. dimorphobracteatus - A. discolor - A. dodsonii - A. domingensis - A. doratostylus - A. eriocalyx - A. erythroloma - A. forgetii - A. forseithii - A. fraternus - A. glaber - A. glabrescens - A. grandifolius - A. grisebachianus - A. guatemalensis - A. guianensis - A. herthae - A. hirsutus - A. hirtellus - A. hispidus - A. hoppii - A. ichthyoderma - A. kunthii - A. lanatus - A. lindenii - A. lynchei - A. lynchii - A. macranthus - A. macrophyllus - A. martinianus - A. medusaeus | - A. melittifolius - A. meridensis - A. metamorphophylla - A. metamorphophyllus - A. microsepalus - A. multiflorus - A. nummularia - A. oinochrophylla - A. oinochrophyllus - A. ornatus - A. pallidus - A. panamensis - A. parviflorus - A. patrisii - A. peltatus - A. penduliflorus - A. pendulus - A. peruviana - A. peruvianus - A. pinelianus - A. pubescens - A. purpureus - A. pycncsuzygius - A. pycnosuzygia - A. pycnosuzygius - A. repens - A. ruacophilus - A. rubidus - A. sanguineus - A. savannarum - A. scabridus - A. schlimii | - A. schottii - A. schultzei - A. semicordatus - A. simulatus - A. solitarius - A. sparsiflorus - A. speciosus - A. spectabilis - A. splendens - A. sprucei - A. stenophyllus - A. strigosus - A. sylvarum - A. tenuis - A. tessmannii - A. tetragonoides - A. tetragonus - A. teuscheri - A. tigrinus - A. tomentosus - A. tucurriquensis - A. varelanus - A. ventricosus - A. villosus - A. ventricosus - A. villosus - A. vinaceus - A. viridis - A. vittatus - A. weirii - A. zamorensis |